# 遺體保存技術
遺體保存技術（英語：Embalming）指通過化學藥物及其他科學技術的方法，將人的遺體作短期或長期保存，防止遺體腐爛。

## 常見的技術或方法
- 生物塑化技術或人體塑化技術，把動物或人類的遺體製作成為標本，並長久保存的技術。[2]
- 人體冷凍技術，把人體冷凍在零下196度的液態氮中，作長久保存，並期待在醫療科技先進的未來，可以把其遺體還原及復活。
- 木乃伊，古埃及人保留遺體及防腐的方式。
- 水晶棺， 用水晶玻璃造的棺材，作長期保存遺體的方式。
- 香料防腐，傳統的遺體防腐方式。
- 真空防腐方法保存。
- 乾燥防腐方法保存。

### 書籍
- Abrams, J.L. Embalming. 2008.
- Frederick, L.G.; Strub, Clarence G. [1959] (1989). The Principles and Practice of Embalming, 5th ed., Dallas, TX: Professional Training Schools Inc & Robertine Frederick. OCLC 20723376.
- Mayer, Robert G. (2000-01-27). Embalming: History, Theory and Practice, 3rd ed., McGraw-Hill/Appleton & Lange. ISBN 978-0-8385-2187-8.

## 外部連結
- 中的“Death Care”
- BBC article on Salisbury's School of Embalming （页面存档备份，存于）
- Infection risks and embalming by KS Creely. Institute of Occupational Medicine（英语：Institute of Occupational Medicine） Research Report TM/04/01